# 朝倉書店
朝倉書店（あさくらしょてん）は、日本の出版社。
1929年（昭和4年）創業の賢文館が前身である。1944年（昭和19年）に株式会社朝倉書店を設立。創業者は同文館出身の朝倉鑛造である。
理学・工学・医学・農学・人文科学・家政学などの学術専門書および理工系の大学教科書を出版している。

## 主なシリーズ
- 朝倉数学大系
- 朝倉物理学大系
- 朝倉化学大系